# Feothanach
Feothanach o an Fheothanach (anglicització de Feohanagh) és una vila d'Irlanda, a la Gaeltacht comtat de Kerry, a la província de Munster. Es troba a la península Corca Dhuibhne 13 kilòmetres al nord-oest d'An Daingean (Dingle) als peus de Mount Brandon. El 90% dels seus habitants parlen irlandès quotidianament.